# Ljudmilinius femoralis
Ljudmilinius femoralis es una especie de coleóptero de la familia Attelabidae.

## Distribución geográfica
Habita en Nueva Guinea.